# Forcipomyia brevipedicellata
Forcipomyia brevipedicellata är en tvåvingeart som först beskrevs av Jean-Jacques Kieffer 1901.  Forcipomyia brevipedicellata ingår i släktet Forcipomyia och familjen svidknott. Inga underarter finns listade i Catalogue of Life.